# Léčebné standardy
Léčebné standardy, nazývané také doporučené postupy či léčebné postupy, jsou expertní doporučení odborných společností lékařů ohledně stanovení diagnózy a průběhu léčby včetně určení kritérií při rozhodování, která jsou vědecky odůvodněná a/nebo se v praxi osvědčila. Léčebné standardy jsou vytvářeny na pomoc lékařům, ale ponechávají jim vždy právo zvolit odlišný individuální postup v dané klinické situaci u konkrétního pacienta.. Původně byly často léčebné postupy založena na tradici nebo autoritě, moderní léčebné standardy jsou z velké většina založeny i na důkazech. Poskytovatel péče má za povinnost léčebné standardy své specializace znát a musí být schopen rozhodnout zda a kdy jejich doporučení využije v konkrétním případě.

## Obsah
Léčebné standardy musí být stručné, jasné a srozumitelné, jde o pomůcku v každodenní praxi, nikoliv o akademické dílko do knihovny. Doporučený rozsah je cca 5 stránek. Popis musí být realistický, opřen o praxi nebo důkazy a musí být bezpečný pro lékaře i pacienta.

## Problémy
Doporučené postupy mohou být mylné, mohou být zastaralé díky nových poznatkům nebo praxi anebo zavádějící v případě střetu zájmu. Přibližně 20 % léčebných standardů se odvolá. Doporučené postupy pomáhají těm, kteří mají znalosti, ale jsou nebezpečné v rukou těch, kteří je postrádají. Takovým lidem mohou doporučené postupy dát sebevědomí překračující míru jejich znalostí. Lékař bez znalostí vybavený doporučenými postupy je jako opice na stromě držící automatickou zbraň.